# Lando Calrissian
Lando Calrissian is een personage in de Star Wars-saga. Hij wordt gespeeld door Billy Dee Williams in Star Wars: Episode V: The Empire Strikes Back, Star Wars: Episode VI: Return of the Jedi en in Star Wars: Episode IX: The Rise of Skywalker. Calrissian leidt een onderneming op de planeet Bespin in de stad Cloud City, totdat hij wordt benaderd door Darth Vader. Later wordt een jongere versie van Lando Calrissian in Solo: A Star Wars Story gespeeld door Donald Glover. Acteur Williams zal opnieuw zijn opwachting maken in Star Wars: Episode IX: The Rise of Skywalker, maar liefst 36 jaar nadat hij het personage voor het laatst vertolkte.

## Episode V: The Empire Strikes Back
In Episode V is Lando Calrissian samen met zijn assistent Lobot aan de gang als de man die een goede onderneming leidt op Cloud City, waar gasten kunnen verblijven en kunnen genieten van de prachtige stad. Zijn onderneming wordt echter bedreigd door het Galactische Keizerrijk. Darth Vader en zijn leger van stormtroopers willen namelijk dat hij het Keizerrijk helpt om zijn oude vriend Han Solo in te rekenen. Als hij meewerkt laat het Rijk hem voortaan met rust en kan Calrissian zijn neutraliteit behouden. Calrissian stemt in en ontvangt Solo, Chewbacca, Prinses Leia en C-3PO hartelijk om ze vervolgens uit te leveren aan de Sith Lord Darth Vader.
Al snel blijkt dat Vader zich niet aan de afspraken houdt. De kwaadaardige Sith Lord wil Solo invriezen in carbonite als een test voor zijn zoon Luke Skywalker, die vervoerd moet worden naar de Keizer. Daarom grijpt Calrissian in. Solo is helaas niet meer te redden. Hij wordt door de premiejager Boba Fett naar de Slave I gebracht om Bespin te verlaten. Maar Calrissian ontsnapt samen met Leia, Chewbacca, C-3PO en ook met R2-D2 en Luke Skywalker, die ook hebben kunnen ontsnappen aan Vaders duistere plannen. Calrissian brengt het groepje naar de schepen van de Rebellenalliantie voor behandeling van wonden. Zelf gaat hij met het schip (Millennium Falcon) dat ooit van hem was geweest richting de planeet Tatooine, waar Solo naartoe wordt gebracht.

## Episode VI: Return of the Jedi
Calrissian infiltreert het paleis van Jabba the Hutt op Tatooine. Naderhand komen ook Luke, Leia, de droids en Solo's co-piloot Chewbacca naar het paleis. Hun plan is om Han Solo uit de klauwen van Jabba te redden. Bijna worden ze verteerd door de Sarlacc, een monster dat zijn prooien in duizend jaar schijnt te verteren. Maar gelukkig komt het niet zover. Luke Skywalker is nu een machtige Jedi en maakt korte metten met de skiffbewakers van Jabba. De Hutt zelf wordt gedood door Prinses Leia. Nadat de hele sloep van Jabba is vernietigd, gaat het groepje naar de vloot van de Rebellenalliantie om zich op te maken voor de laatste slag tegen het Galactische Keizerrijk. Lando is benoemd tot Generaal en heeft de taak om de in aanbouw zijnde tweede Death Star samen met de andere Rebellenschepen te vernietigen. Hiervoor kan hij het schip van Han Solo en Chewbacca lenen. Tijdens deze Slag om Endor slaagt Lando Calrissian in zijn opzet. De Death Star is voor de tweede keer vernietigd en de kwaadaardige Sith daarmee ook. Het Galactische Keizerrijk is niet meer en eindelijk is er weer vrede in het heelal. Op de bosmaan van Endor vieren Lando en de Rebellen hun grootse victorie.